# Epiglottale flap
De epiglottale flap is een medeklinker die in sommige talen voorkomt als een stemhebbende allofoon van de stemloze epiglottale plosief [ʡ]. Een voorbeeld van zo’n taal is het Dahalo. Voor zover bekend is er geen enkele taal ter wereld waarin de klank bestaat als een foneem.
De epiglottale flap kent geen officieel symbool in het Internationaal Fonetisch Alfabet, maar wordt soms weergegeven met het symbool voor de epiglottale plosief, voorzien van een diakritisch teken. De afbeelding hiernaast geeft dit symbool weer.
Deze pagina bevat fonetische informatie in het IPA, die in sommige browsers mogelijk niet correct wordt weergegeven.
Waar symbolen in paren voorkomen, vertegenwoordigt het rechter teken een stemhebbende medeklinker. Gearceerde gebieden bevatten medeklinkers die worden beschouwd als onuitspreekbaar.
Zie ook: IPA, Klinkers